# Francesca Neri
Francesca Neri (Trento, 10 febbraio 1964) è un'attrice e produttrice cinematografica italiana, vincitrice di tre Nastri d'argento.

## Biografia
Studia al Centro sperimentale di cinematografia di Roma e ottiene la sua prima parte nel 1987 ne Il grande Blek di Giuseppe Piccioni. In quel periodo inizia una lunga relazione con il produttore Domenico Procacci. Nel 1989 lavora in Bankomatt con Bruno Ganz e per Luigi Comencini in Buon Natale... buon anno, ma si impone alla critica ed al pubblico grazie alla recitazione ed anche alla sua bellezza eterea ed al suo sguardo distante con il controverso Le età di Lulù (1990) di Bigas Luna, che la fa conoscere anche al pubblico spagnolo.

Francesca Neri con Massimo Troisi sul set di Pensavo fosse amore... invece era un calesse (1991)

Nel 1991 è la protagonista in Pensavo fosse amore... invece era un calesse di Massimo Troisi, che le porta il primo Nastro d'argento; l'anno successivo gira il film Al lupo al lupo di Carlo Verdone. Nel 1993 è la volta di Sud di Gabriele Salvatores, in cui è l'unica protagonista femminile, e del difficile Spara che ti passa con Antonio Banderas e la regia di Carlos Saura. Successivamente lavora in commedie di Antonello Grimaldi e Alessandro Benvenuti e, in ruoli più impegnati, in La mia generazione di Wilma Labate (1996) e in Le mani forti di Franco Bernini (1997).
Sempre in quest'anno interpreta Helena, la protagonista femminile di Carne trémula di Pedro Almodóvar e vince il secondo Nastro d'argento come migliore attrice. Seguono Matrimoni (1998) di Cristina Comencini, Il dolce rumore della vita (1999) di Giuseppe Bertolucci e Io amo Andrea (2000) di Francesco Nuti. Nel biennio successivo lavora in produzioni americane, con apparizioni in Hannibal di Ridley Scott (il seguito de Il silenzio degli innocenti), nella parte di Allegra, moglie dell'ispettore interpretato da Giancarlo Giannini, e in Danni collaterali di Andrew Davis. Del 2002 è anche Ginostra di Manuel Pradal.
Nel 1999 affianca Adriano Celentano nella conduzione della trasmissione Francamente me ne infischio su Raiuno, riscuotendo ottimo successo. L'anno seguente interpreta, nel programma serale Alcatraz, la ragazza di un personaggio virtuale condannato a morte in un carcere americano, programma che scuote l'opinione pubblica a causa delle immagini mandate in onda.
Nel 2003 gira La felicità non costa niente di Mimmo Calopresti e l'anno successivo interpreta una presentatrice senza scrupoli in Il siero della vanità di Alex Infascelli. Recita poi in tre film di Pupi Avati: La cena per farli conoscere (2007), Il papà di Giovanna (2008), per la cui interpretazione vince il Nastro d'argento alla migliore attrice non protagonista, e Una sconfinata giovinezza (2010), nel quale ricopre il ruolo della moglie di un giornalista (Fabrizio Bentivoglio) affetto dalla malattia di Alzheimer. Inizia a lavorare come produttrice nel 2005 con il film Melissa P. di Luca Guadagnino, cui segue tre anni dopo Riprendimi di Anna Negri.
Nel 2016 l'attrice lascia il cinema per motivi di salute (cistite interstiziale cronica e fibromialgia).

## Vita privata

Neri (in secondo piano) e Claudio Amendola nel 1997, sul set de Le mani forti.

Dal 1998 è stata legata sentimentalmente a Claudio Amendola, con il quale si è sposata l'11 dicembre 2010 a New York. La coppia ha avuto un figlio, Rocco, nel 1999 e si è separata nell'ottobre del 2022.

## Filmografia

### Attrice
- Il grande Blek, regia di Giuseppe Piccioni (1987)
- Bankomatt, regia di Villi Hermann (1989)
- Buon Natale... buon anno, regia di Luigi Comencini (1989)
- Una donna spezzata, regia di  Marco Leto – miniserie TV (1989)
- Le età di Lulù (Las edades de Lulù), regia di Bigas Luna (1990)
- Capitan America (Captain America), regia di Albert Pyun (1990)
- Pensavo fosse amore... invece era un calesse, regia di Massimo Troisi (1991)
- La última frontera, regia di Manuel Cussó-Ferrer (1992)
- Sabato italiano, regia di Luciano Manuzzi (1992)
- La corsa dell'innocente, regia di Carlo Carlei (1992)
- Al lupo al lupo, regia di Carlo Verdone (1992)
- Spara che ti passa (¡Dispara!), regia di Carlos Saura (1993)
- Sud, regia di Gabriele Salvatores (1993)
- Ivo il tardivo, regia di Alessandro Benvenuti (1995)
- Il cielo è sempre più blu, regia di Antonello Grimaldi (1996)
- La mia generazione, regia di Wilma Labate (1996)
- Le mani forti, regia di Franco Bernini (1997)
- Carne trémula, regia di Pedro Almodóvar (1997)
- Matrimoni, regia di Cristina Comencini (1998)
- Il dolce rumore della vita, regia di Giuseppe Bertolucci (1999)
- Io amo Andrea, regia di Francesco Nuti (2000)
- Hannibal, regia di Ridley Scott (2001)
- Danni collaterali (Collateral Damage), regia di Andrew Davis (2002)
- Ginostra, regia di Manuel Pradal (2002)
- La felicità non costa niente, regia di Mimmo Calopresti (2003)
- Per sempre, regia di Alessandro Di Robilant (2003)
- Il siero della vanità, regia di Alex Infascelli (2004)
- La cena per farli conoscere, regia di Pupi Avati (2007)
- Il papà di Giovanna, regia di Pupi Avati (2008)
- Una sconfinata giovinezza, regia di Pupi Avati (2010)
- Una famiglia perfetta, regia di Paolo Genovese (2012)
- Il ricco, il povero e il maggiordomo, regia di Aldo, Giovanni e Giacomo e Morgan Bertacca (2014)
- La nostra quarantena, regia di Peter Marcias (2015)
- Senza fiato, regia di Raffaele e Fabio Verzillo (2015)
- The Habit of Beauty, regia di Mirko Pincelli (2016)

### Produttrice
- Melissa P., regia di Luca Guadagnino (2005)
- Riprendimi, regia di Anna Negri (2008)

## Riconoscimenti
- David di Donatello
  - 1992 – Candidatura alla migliore attrice protagonista per Pensavo fosse amore... invece era un calesse
  - 1999 – Candidatura alla migliore attrice protagonista per Matrimoni
  - 2000 – Candidatura alla migliore attrice protagonista per Il dolce rumore della vita
  - 2000 – Candidatura alla migliore attrice protagonista per Io amo Andrea
  - 2003 – Candidatura alla migliore attrice non protagonista per La felicità non costa niente
  - 2007 – Candidatura alla migliore attrice non protagonista per La cena per farli conoscere
  - 2013 – Candidatura alla migliore attrice non protagonista per Una famiglia perfetta

- Nastro d'argento
  - 1992 – Migliore attrice protagonista per Pensavo fosse amore... invece era un calesse
  - 1993 – Candidatura alla migliore attrice protagonista per Al lupo al lupo
  - 1996 – Candidatura alla migliore attrice protagonista per Ivo il tardivo
  - 1998 – Migliore attrice protagonista per Carne trémula
  - 1999 – Candidatura alla migliore attrice non protagonista per Matrimoni
  - 2000 – Candidatura alla migliore attrice protagonista per Il dolce rumore della vita
  - 2007 – Candidatura alla migliore attrice protagonista per La cena per farli conoscere
  - 2009 – Migliore attrice non protagonista per Il papà di Giovanna
  - 2013 – Premio Cusumano alla commedia per Una famiglia perfetta

- Grolla d'oro
  - 1999 – Miglior attrice per Matrimoni e Il dolce rumore della vita

## Doppiatrici italiane
- Chiara Gioncardi in Hannibal (ridoppiaggio)

## Opere
- Come carne viva, Milano, Rizzoli, 2021, ISBN 978-8817158015.